# Educación No Formal en Chile
La Educación No formal (ENF) es el nombre otorgado a cualquier actividad, sistemática y educativa fuera del marco establecido por el currículum escolar. Este sistema no es necesariamente evaluado y puede ser reconocido y verificado como un aprendizaje de valor. Entre los ejemplos de educación no formal podemos encontrar talleres comunitarios, seminarios de grupos ligados a la educación y programas infantiles realizados fuera de la escuela.
Estos programas son reconocidos por la Ley General de Educación N.º 20.340 (Año 2009), señalado en el artículo 2.

## Antecedentes

#### Ley General de Educación N.º 20.370 año 2009
La ley general de educación representó un marco para una nueva institucionalidad para la educación y en Chile. Esta ley establece principios y obligaciones, promoviendo cambios en la manera en que los estudiantes serán educados.  
“La enseñanza no formal es todo proceso formativo, realizado por medio de un programa sistemático, no necesariamente evaluado y que puede ser reconocido y verificado como un aprendizaje de valor, pudiendo finalmente conducir a una certificación.” 

## El modelo de enseñanza no formal
La difusión del modelo de enseñanza no formal fue la extensión en los últimos años, primordialmente con la ayuda de las iniciativas de la Organización de las Naciones Unidas para la Educación, Ciencia y Cultura, indicó que dichos modelos en una posibilidad educativa para entablar un parentesco concreto entre el colegio y la sociedad, y una obra exclusiva en la optimización de la ayuda calidad de la educación. 

### Programas de educación no formal

##### El deporte
La enseñanza no formal tiene diversos fines en un hincapié educativo distinto, sin embargo, con raíces en el colegio público, por lo cual constantemente figuran en las políticas educativas como resoluciones ante inconvenientes temporales y situado en una sociedad definida, por consiguiente el rendimiento de la enseñanza física con licencia es el punto clave en el proceso cualitativo, sin embargo, sigue siendo viable mirar que el voluntariado es tomado como la primordial herramienta una vez que el objetivo de los proyectos de enseñanza no formal tiene relación con puntos involucrados con la práctica de deportes. Al dejar de lado un sentido de profesionalismo en el modelo de enseñanza no formal, dejamos de lado las conjeturas de un compromiso profesional con la causa, para limitarnos al reduccionismo de la informalidad, donde el deporte es el eje impulsor primordial en la vida de muchas personas el lado de la enseñanza formal, empero no la obligación de realizar estas actividades con un maestro de enseñanza física.

##### Cursos de idiomas
La educación de lenguajes se puede impartir fuera del entorno estudiantil, en ocupaciones extraescolares o academias especializadas, es una manera de continuar y aprender por cuenta propia para tener más entendimiento sobre una o algunas lenguas. Se toma mucho en cuenta estos métodos cuando gente que son de nacionalidad extranjera que desconocen el idioma, es una de las formas eficientes sin necesidad de contar con una inscripción escolar y un título que de validación oficial de este aprendizaje.  

##### Cursos de verano
Los cursos de veranos o campamentos de verano son clubs infantojuveniles que llevan una serie de actividades anuales y también organizan unas actividades de mayor interés para los que participan en ellos; ya sean colonias o campamentos, tienen un elemento en común: el juego. 
Durante el año de manera voluntaria u organizado por los padres jóvenes y niños llegan a realizar esta clase de ocupaciones, aunque no toman el peso del alcance educativo al que optan. Esencialmente, estas instituciones no llevan a cabo una rigurosa formalidad, no tienen que respetar unos contenidos, unas reglas ni unos horarios. Estos talleres se adaptan a un desarrollo evolutivo siguiendo una metodología emocionante para los que participan, principalmente basada en los juegos y actividades de diversión. Los chicos que participan en ella no lo ven como si fuera algo de obligación a lo que deben solo obedecer, es más natural y más positivo mentalmente para ellos, puesto que así aprenden sin saber que lo hacen.

##### Museos
Los museos, que promueven la enseñanza a través de la observación, participación y la interactividad para un aprendizaje científico, histórico o tecnológico. Desarrollando las maestrías personales de aquel que usa este medio analítico, las aspiraciones y la creatividad. Aborda temas como la ciudadanía, democracia, sociedad, información, ciencia y tecnología. Los museos y centros científicos, monumentos, lugares y paisajes culturales son complementarios y en conjunto con la educación formal e informal.

### Programas no formales en la educación parvularia
En las últimas décadas, la educación parvularia o inicial en América Latina se ha desarrollado no solo a través de los programas formales, sino importantemente a través de los llamados programas "no-formales", "no-convencionales" o "no-escolarizados". 
En la actualidad tanto JUNJI como Fundación Integra, Chile Crece Contigo, además de diversos municipios y entidades privadas, tienen programas de este tipo. Están destinados a atender a la población infantil con características específicas, a los cuales, propuestas formales como Salas Cunas, Jardines Infantiles o Escuelas, no llegan o no responden a sus necesidades. A modo de ejemplo, estamos hablando de niños hospitalizados, lactantes cuyas madres trabajan en el hogar, niños de zonas rurales o de alta dispersión poblacional o bien, de comunidades con características culturales muy específicas que son importantes de preservar y favorecer.